# John Peter Toohey
John Peter Toohey (* um 1880 in Binghamton, New York; † 17. November 1946 in New York City, New York) war ein US-amerikanischer Schriftsteller und Publizist. Er gehörte dem literarischen Zirkel im Algonquin Hotel, genannt Algonquin Round Table, einer losen Gruppe von Journalisten, Literaten und Schauspielern an.

## Werke (Auswahl)
- 1922 Theaterstück am Broadway Swifty
- 1929 Theaterstück am Broadway Jonesey